# مهرجان عمان السينمائي
مهرجان عمّان السينمائي (أول فيلم)، هو أول مهرجان دولي للأفلام العربية والعالمية يقام في الأردن. ترأس المهرجان الأميرة ريم علي، والهدف المنشود هو "تطوير وتعزيز سينما عربية تعكس إبداع المنطقة وتعالج قضاياها الراهنة".
ينظم المهرجان في منطقة العبدلي، أما أماكن العروض فهي: تاج سينما والهيئة الملكية الأردنية للأفلام وسينما الرينبو.

## الجوائز
المهرجان يسلط الضوء على الإنجازات الأولى في صناعة الأفلام. حيث تختار لجان تحكيم دولية أفضل فيلم عربي روائي طويل، وأفضل فيلم عربي وثائقي طويل، وأفضل فيلم عربي قصير. في حين يختار الجمهور فيلمه الدولي المفضل لمخرجٍ في عمله الأول.
تحصل جميع الأفلام الفائزة على جوائز نقدية. وقد يقرر أعضاء لجان التحكيم منح جوائز إضافية لكل من: الممثل الرئيسي، أو الممثلة الرئيسية في دوره/ها الرئيسي الأول، و/أو لكاتب السيناريو لعمله الأول في مسابقة الأفلام العربية الروائية الطويلة؛ وأيضاً لأول عمل للمونتير في مسابقة الأفلام العربية الوثائقية الطويلة.

## دورات المهرجان

### الخامسة
انطلقت الدورة الخامسة (3 - 11 تموز 2024) من مهرجان عمّان السينمائي الدولي-أول فيلم في مركز الحسين الثقافي بالعاصمة الأردنية عمّان دون سجادة حمراء أو مظاهر احتفالية صاخبة في ظل الحرب التي يشهدها قطاع غزة، تحت شعار "احكيلي"، وتنافس فيها نحو 50 فيلمًا من 28 دولة منتجة ومشاركة في الإنتاج في مختلف فئات المهرجان.
وسلط الضوء في هذه الدورة على السينما الفلسطينية من خلال قسم "إضاءة" الذي يشمل فيلم (باي باي طبريا) للمخرجة لينا سويلم، وفيلم (باب الشمس) للمخرج يسري نصر الله، إضافة إلى مجموعة أفلام (من المسافة صفر) التي جرى تصويرها بعد اندلاع العدوان الإسرائيلي على قطاع غزة في السابع من أكتوبر/ تشرين الأول.